# سان جيوفاني دي جيراتشي
هي مدينة تقع في مقاطعة ريدجو كالابريا في إيطاليا .